# Rakshasa

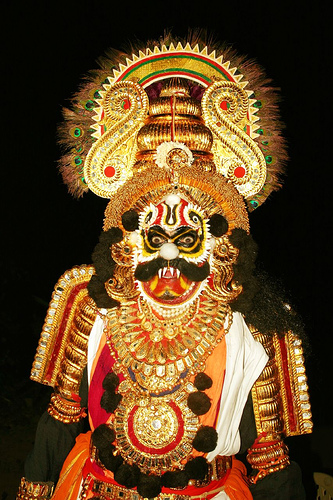
Ein Rakshasa, dargestellt in einem Yakshagana, einem Tanztheater mit mythologischer Handlung

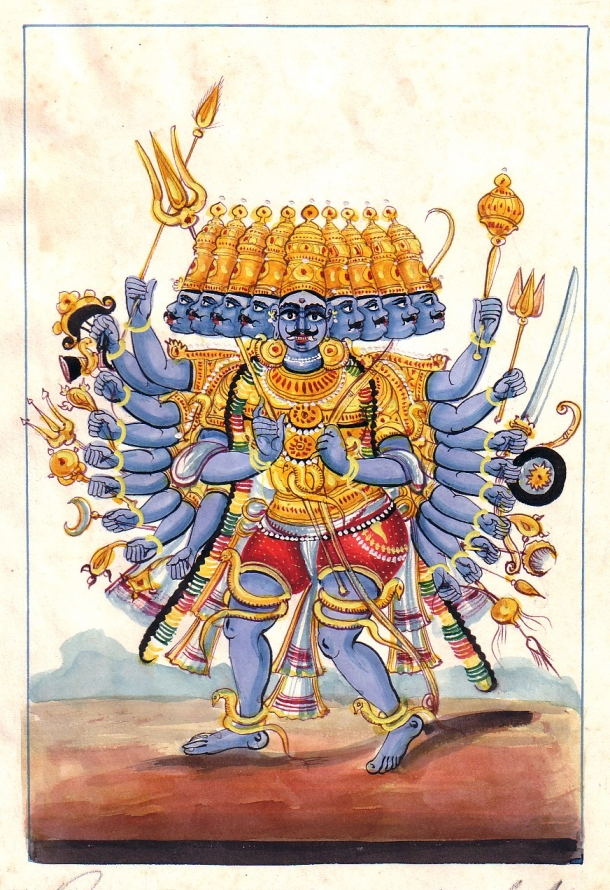
Ravana, der mythische Dämonenkönig von Lanka

Die Rakshasas (Sanskrit राक्षस rākṣasa; Pali: rakkhasa m. »Beschädiger«) sind Dämonen aus der indischen Mythologie. Die weibliche Form sind Rakshasis (Pali: rakkhasī f.). Mit der Verbreitung des Buddhismus haben sie Eingang in die Legenden und Folklore vieler ostasiatischer Kulturen gefunden.

## Mythologie
Rakshasas werden bereits im Rigveda häufig genannt und spielen in der indischen Epik eine entscheidende Rolle. Sie gelten als Feinde der Menschen und  Gegenpart der Inkarnationen Vishnus. Bekannte Beispiele sind der Rakshasa-König Ravana im Ramayana, der erbitterte Feind von  Rama sowie der dämonische König Kamsa, der laut Überlieferung den als Mensch geborenen Krishna verfolgte und schließlich von diesem überwunden wurde.
Wie Ravana sollen alle Rakshasas vom Weisen Pulastya abstammen, es wird aber auch gesagt, dass sie von den Füßen des Gottes Brahma entsprangen. Nach dem Vishnu Purana dagegen hatten der Weise Kashyapa mit seiner Frau Khasa einen Sohn namens Rakshas, von dem die Rakshasas abstammen.

### Wesen
Nach dem Rigveda waren die Rakshasas nächtliche Geister, die häufig als Tier erscheinen, wie Geier, Eule, Hund oder Tiger, können aber auch in Gestalt Furcht einflößender Menschen auftreten. Auch als unsichtbare Geister drangsalieren sie Menschen und stören deren Opferhandlungen. Es wird ihnen nachgesagt, dass sie Blut trinken und Menschenfleisch verzehren. In bildlichen Darstellungen haben sie oft große, blutige Fangzähne. Das Ramayana schildert das Aussehen der Rakshasas von Lanka. Hiernach können sie außerordentlich hübsch aussehen, aber auch furchterregend und entstellt. Manche haben Tierköpfe, andere mehrere Gliedmaßen oder nur ein Ohr oder Auge, sie können zwergenhaft oder riesig sein, ausgemergelt oder fett mit hängenden Brüsten.
Obwohl grundsätzlich die Verkörperung von Übel, unterstützen einige dieser Dämonen auch das Gute und können sich als besonders kultivierte und tugendhafte Personen zeigen. So hatte im Epos Mahabharata Bhima, einer der heldenhaften Pandavas, mit der Rakshasi Hidimbi einen Sohn, Ghatotkacha. Dieser lebte während seiner Jugend in der kannibalischen Familie seiner Mutter, unterstützte aber hingebungsvoll seinen Vater und dessen Familie. Im Ramayana ist es Vibhishana, der reinherzige Bruder des üblen Ravana, der in Ramas Kampf entscheidende Hilfe leistet. Auch der Widersacher Ravana selbst galt als gebildeter, kultivierter König, der viele Tugenden hatte.

### Aufenthaltsort
In der systematischen Mythologie wird den Rakshasas die Welt Rakshasaloka zugeschrieben. Nach gängiger Vorstellung halten sie sich häufig in der Nähe von Leichenverbrennungsplätzen auf. Auch können sie als Menschen unter Menschen wohnen.